# Улупінар
Улупінар - селище у Туреччині. Розташоване на відстані 25 км від  Кемеру. Відстань до Анталії  - 68 км. 
Селище відомо своїми рибними ресторанами.

## Природа
Селище Улупінар знаходиться у субтропічному кліматичному поясі, в зоні жорстколистних лісів та чагарників. Рослинний світ має ксероморфний характер, який формується в умовах довготривалої літньої посухи та зимових дощів. Домінують дуби, лаври, магнолії. Внаслідок інтенсивного освоєння людиною первинні ліси в межах поселення здебільшого замінені на ксерофітні чагарники та фруктові дерева.
Особливості розміщення Улупінар у підніжжя гори Химери та локальний клімат забезпечили цю територію великою кількістю джерел та постійних водотоків.

## Туристичні принади
- Селище Улупінар розташовано у межах Національного парку Олімпос.
- Через селище проходить популярний туристичний пішохідний маршрут Лікійська стежка.
- Улупінар знаходиться біля підніжжя гори Хімера, відомої своїми "вічними вогнями".
- Багаточисленні рибні ресторани. Надлишок водних ресурсів дозволяє місцевим жителям облаштовувати басейни з проточною водою, придатні для утримання форелі.

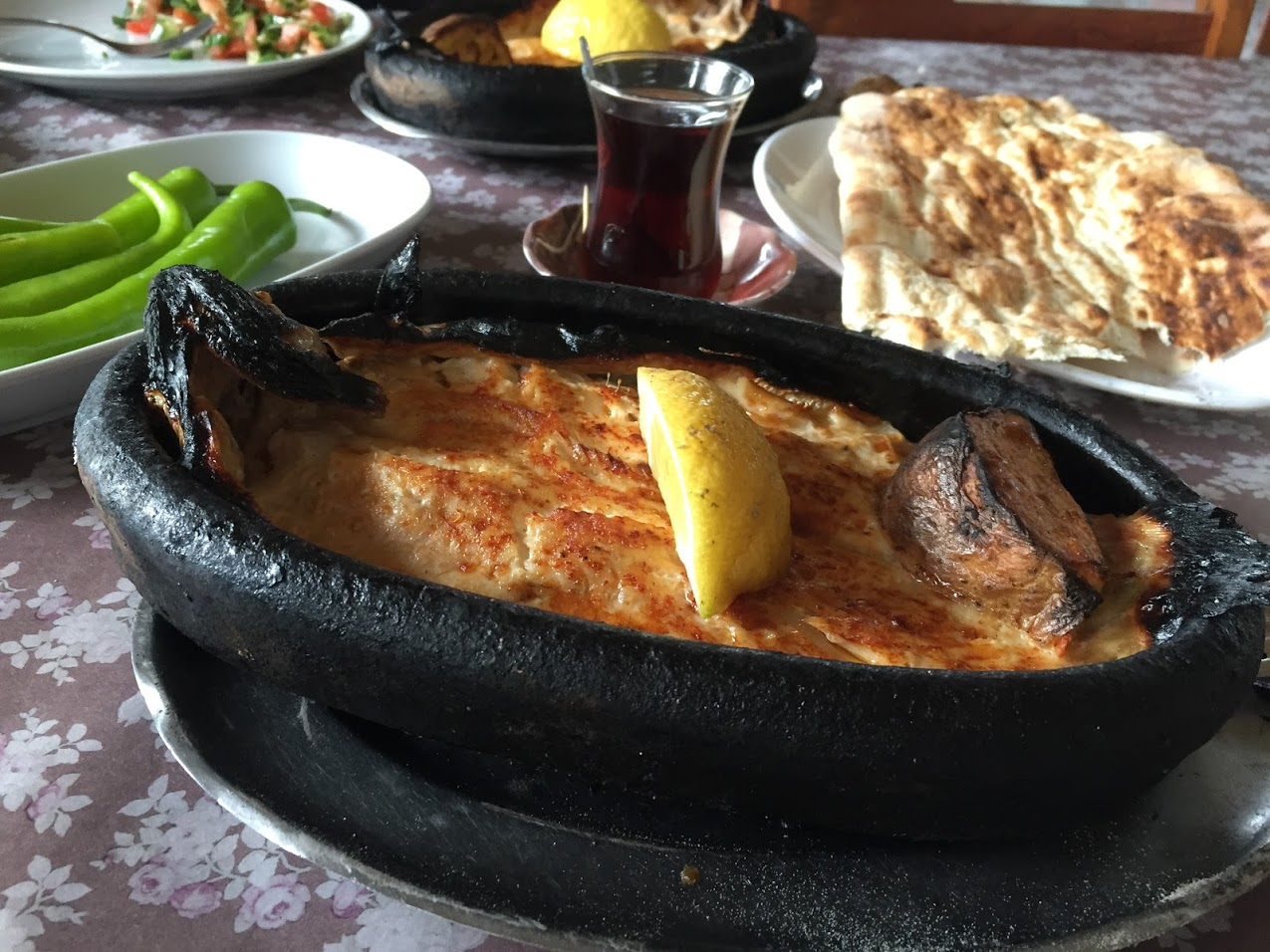
Улупінар. Запечена форель - фірмова страва у місцевих рибних ресторанах

## Економіка
Традиційне сільське господарство, комерційне рибальство та комерційне рибництво. У селищі багато ресторанів, з басейнами та можливістю приготування страв з форелі.

## Галерея

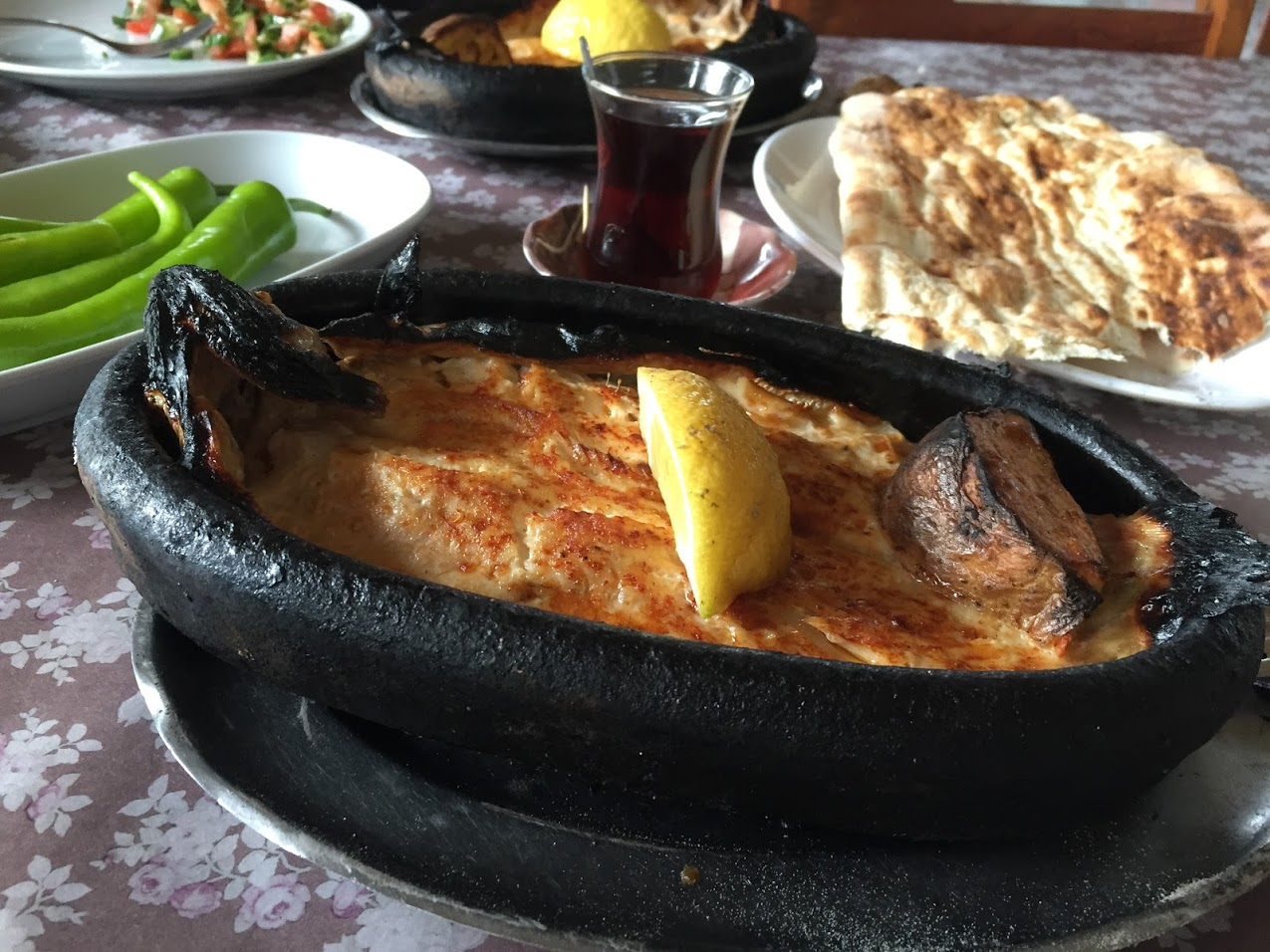
Улупінар. Запечена форель - фірмова страва у місцевих рибних ресторанах